# Peter Rufai
Peter Rufai (ur. 24 sierpnia 1963 w Lagos, zm. 3 lipca 2025) – nigeryjski piłkarz, grający na pozycji bramkarza. Z reprezentacją Nigerii brał udział w mistrzostwach świata 1994 i 1998.

## Kariera piłkarska
Rufai debiutował w reprezentacji w 1981 roku. Później przez jedenaście lat występował w Europie. W latach 1994–1996 był podstawowym zawodnikiem portugalskiego SC Farense, z którego przeniósł się do hiszpańskiego Deportivo La Coruña. W klubie z Galicji przegrał rywalizację z Kameruńczykiem Jakiem Songo’o i rozegrał jedynie siedem meczów ligowych. Zakończył karierę w wieku 37 lat w portugalskim Gil Vicente.
W reprezentacji Nigerii od 1981 do 1999 roku rozegrał 66 meczów i strzelił 1 bramkę. Zaliczył występy na mundialu 1994 i 1998 oraz triumf w Pucharze Narodów Afryki 1994.
Zmarł 3 lipca 2025, w wieku 61 lat, po przedłużającej się chorobie.